# Gustafsberg
För andra betydelser, se Gustavsberg (olika betydelser).
Gustafsberg (ibland stavat Gustavsberg) är en tidigare badort, omkring 2,5 kilometer sydväst om Uddevalla. Bebyggelsen avgränsades av SCB som en del av tätorten Uddevalla år 2015. Vid avgränsningen 2020 avgränsades den som en separat småort. 
Gustafsberg anlades som surbrunn på gården Baggetofta under 1700-talet, och blev senare en av Sveriges tidigaste badorter. Den ligger vid södra stranden av Byfjorden och har en liten hamn. STF har ett vandrarhem med gästhamnsplats vid vattnet. På fotbollsplanerna i sydöstra Gustafsberg spelas fotbollsturneringen Oddebollen. Sedan 1986 är det byggnadsminne.

## Historik

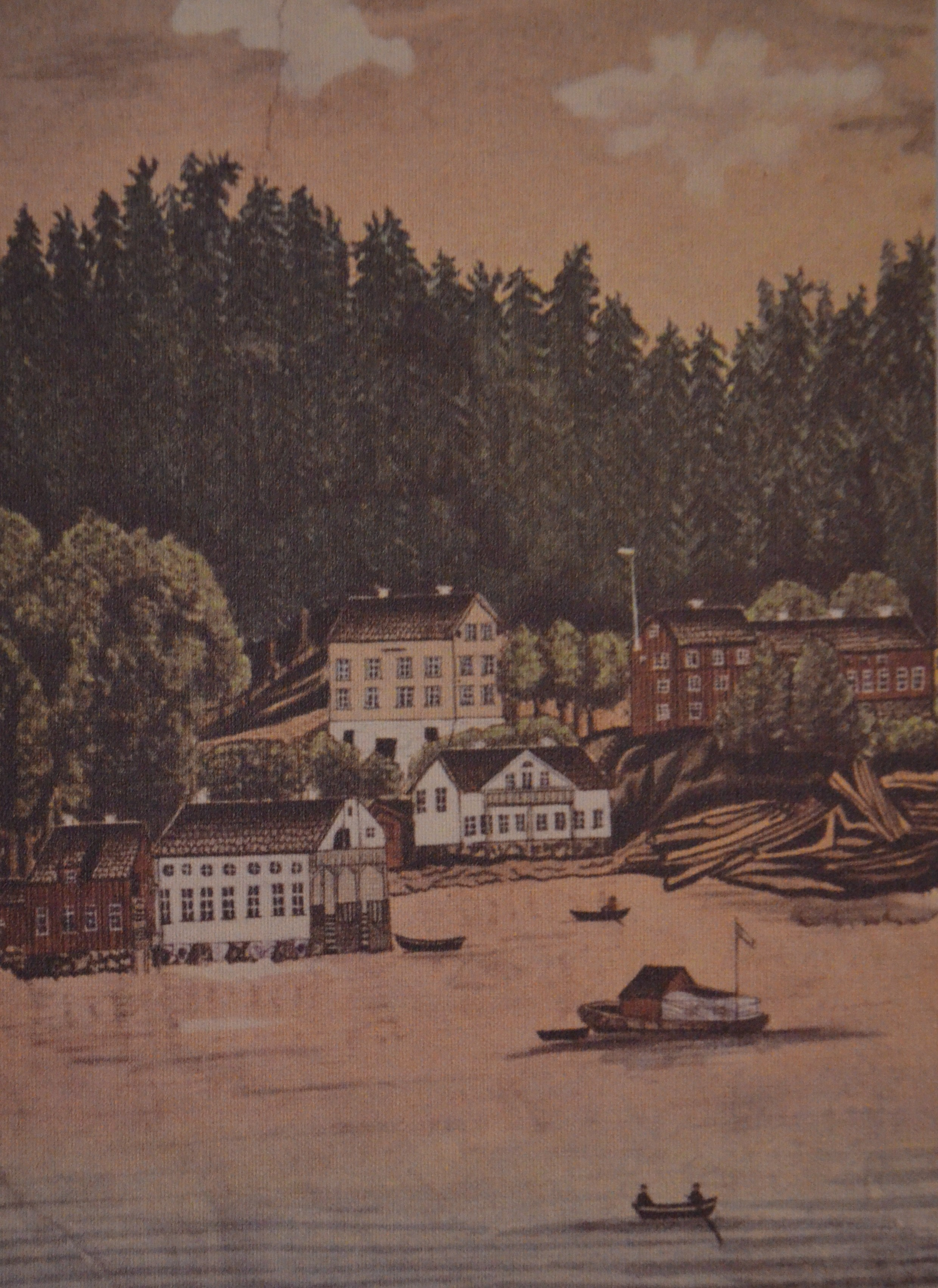
Gustafsberg 1841

Platsen för dagens Gustafsberg är känd i arkiven sedan 1400-talen, då under namnet Aarbol. Under den norska tiden finns dokument från 1500-talet som omtalar att Aarbol tillhör Bodille, ett av stadens "urhemman", numera kallat Bodele, där badplatsen och fotbollsplanerna ligger idag.
Gustafsberg som havsbadort har anor från 1700-talets slut men platsen har också sedan tidigare varit känd som surbrunn med två mineralhaltiga källor. 1692 köpte Olof Bagge Backetoften, som gården då hette. Han döpte om den till Baggetofta, men sålde den vidare till Börge Nilsson Bagge.  
1702 inköpte Uddevallaredaren och rådmannen Johan Holst (1672-1716) Baggetofta. Stället blev tidigt mål för utflykter från Uddevalla. I protokollen från den stora smuggelprocessen 1724 talades det om hur stadens ungherrar brukade fara ut till Baggetofta för att roa sig. 
Stadsläkaren i Göteborg, Jacob Boëthius, undersökte 1729 vattenkvaliteten i Baggetoftas hälsokälla. Han fann både vattnet och naturen kring källan lämpligt för hälsobringande brunnsdrickning, något som blivit högsta mode vid denna tid. 
1766 köpte grosshandlaren, redaren och jordägaren Anders Knape Hansson området för 8800 daler silvermynt. Knape utvecklade egendomen. Han uppförde ett sillsalteri och ett skeppsbyggeri, och bedrev handel. Knape ägde bland annat sju fartyg, säteriet Gullmarsberg vid Skredsvik. År 1772 inrättade makarna Knape genom testamente en stiftelse för att skapa hem och skolgång för studiebegåvade och behövande gossar från Bohuslän. Samma år dog hustrun Katarina Hegardt. 1774 stadfäste Gustav III stiftelsen. Därmed uppstod Sveriges första internatskola. Då ändrades också namnet, med Gustav III:s samtycke, från Baggetofta till Gustafsbergs Barnhusinrättning. 
På 1780-talet hade man som en del av behandlingen börjat komplettera brunnsdrickandet med salta bad och Gustafsberg kan därmed betraktas som Sveriges första badort. Kurorten blev populär 1804, när Gustav IV Adolf sänt sin sjuklige fyraårige kronprins till Gustafsberg för behandling. Bland andra Lars Johan Hierta, Fredrika Bremer, Esaias Tegnér och August Blanche  besökte badet. Barnhusdirektionen lät år 1814 uppföra två varmbadhus, ett med sju rum och ett med sex. I det senare tilläts även de fattiga ta sig ett gratisbad. Båda badhusen finns kvar, idag konverterade till vandrarhem.
Kring förra sekelskiftet avtog Gustafsbergs popularitet som nationell kurort för långväga gäster som inkvarterades under sommaren för att förbättra sin hälsa och/eller roa sig. Ett tiotal privatvillor uppfördes, framförallt av Uddevallafamiljer.

## Barnhusinrättningen

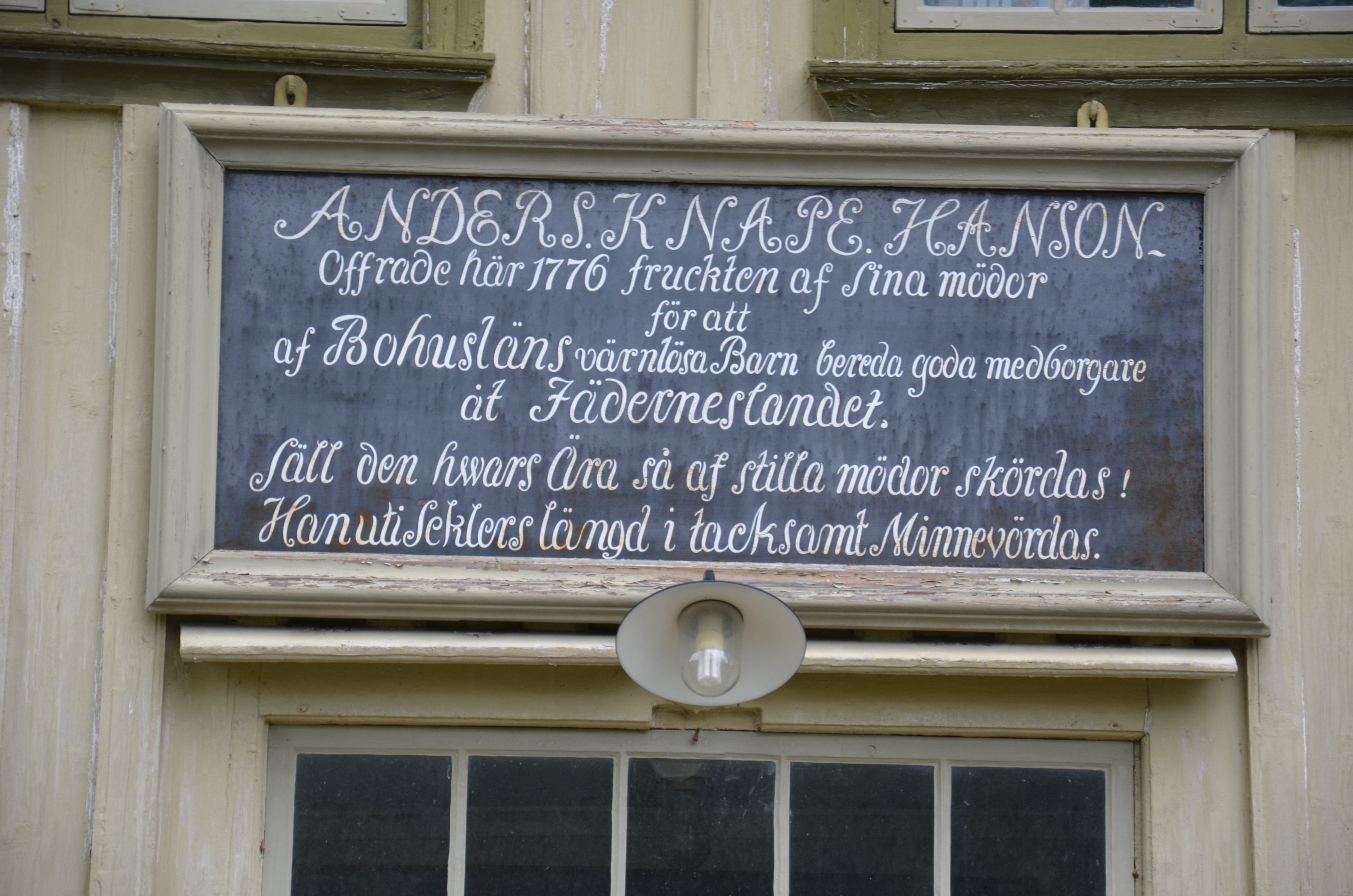
Skylt över tingången till skolhemmet Herrgården

I enlighet med makarna Knapes donationsbrev har stiftelsen bedrivit skolverksamhet. Anders Knape var den förste direktören för styrelsen. Antalet elever reglerades 1782 till 30 pojkar mellan 6 och 16 år. Knapes stiftelse har också sedan starten lämnat stipendier åt ett antal pojkar och flickor från Bohuslän. Dessa utlämnas fortfarande. Internatverksamheten bedrevs till en början i landeriets huvudbyggnad från 1770-talet (idag kallad "Herrgården"). En ny byggnad i trä stod klar 1854 men brann 1894. En ny tegelbyggnad, ritad av arkitekten Eugen Thorburn, invigdes 1897. Undervisningen upphörde i mitten av förra seklet men internatverksamhetens upphörde först 1976. Då började eleverna på Uddevallas gymnasieskolor. Detta skolhus inrymmer idag Gustafsbergsstiftelsens expeditioner, kontor som hyrs ut samt konferensrum.

## Natur- och kulturskydd
På grund av donationsbreven drivs havsbadorten fortfarande, och är den enda sådana från 1700-talet[källa behövs]. Stiftelsen förvaltas idag av en styrelse som är utsedd av Uddevalla kommunfullmäktige och står under tillsyn av Länsstyrelsen. Hela området Gustafsberg förklarades som naturvårdsområde 1980. Samtliga byggnader på Gustafsbergs centrala kurortsområde byggnadsminnesförklarades 1986. Både byggnader och mark förklarades som Riksintresse 1987, vilket förhindrar exploatering, rivning och förvanskning.

Kring havsbadorten ligger Gustafsbergsområdets naturvårdsområde. Det är skyddat sedan 1980 och är 278 hektar stort. Området ingår i EU:s ekologiska nätverk av skyddade områden, Natura 2000.

## Bildgalleri

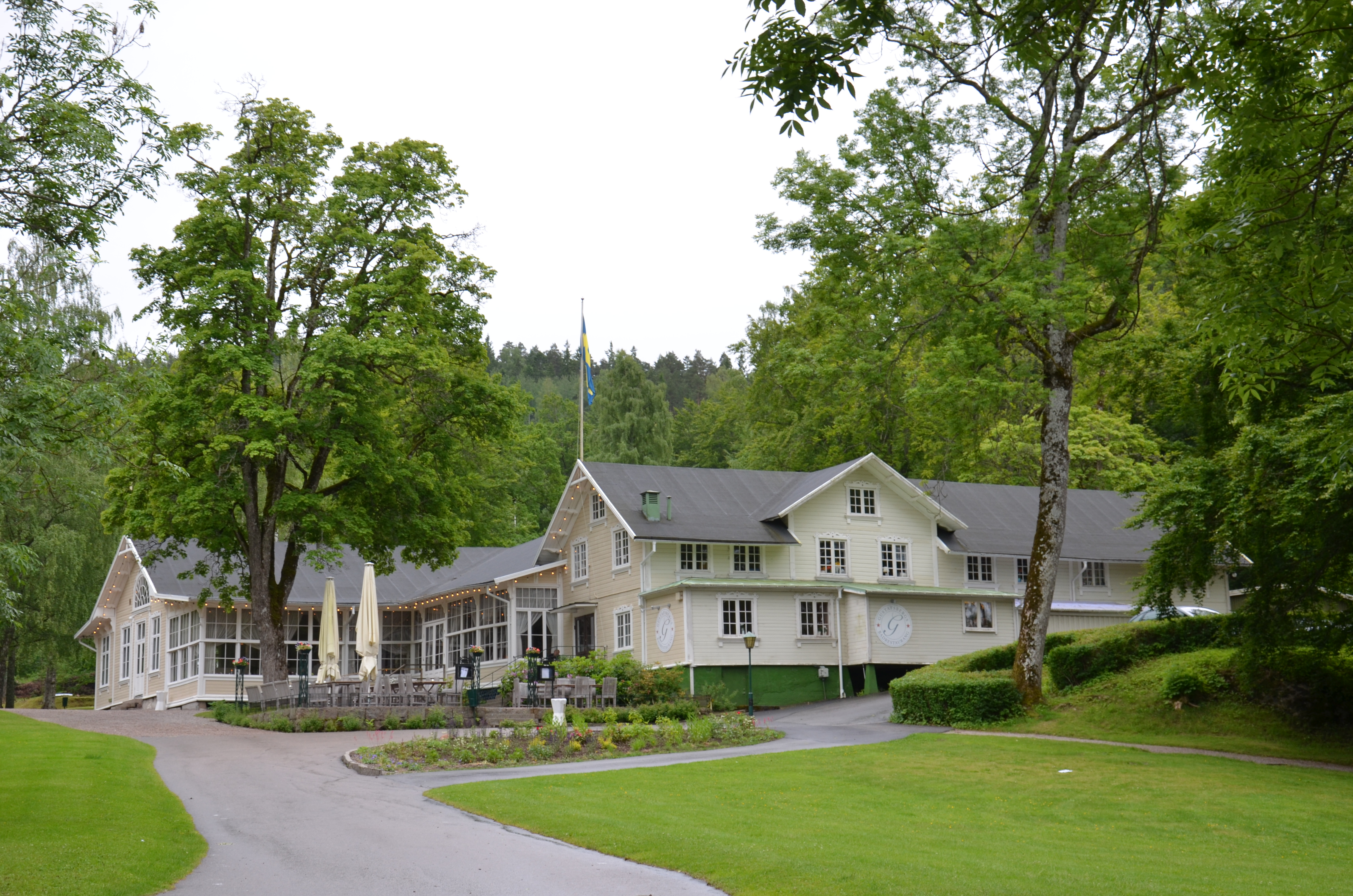
Badrestaurangen
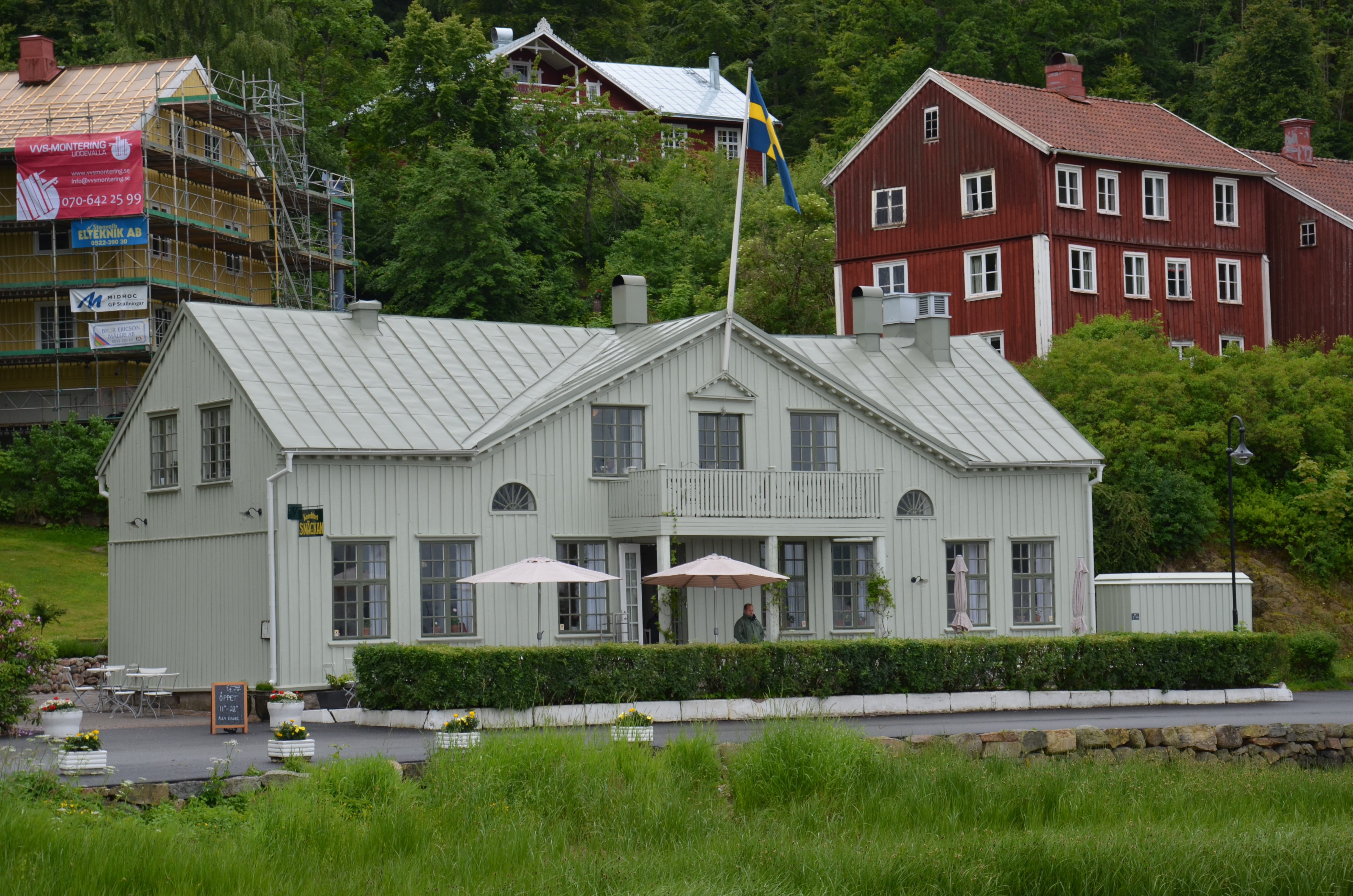
Kafé Snäckan
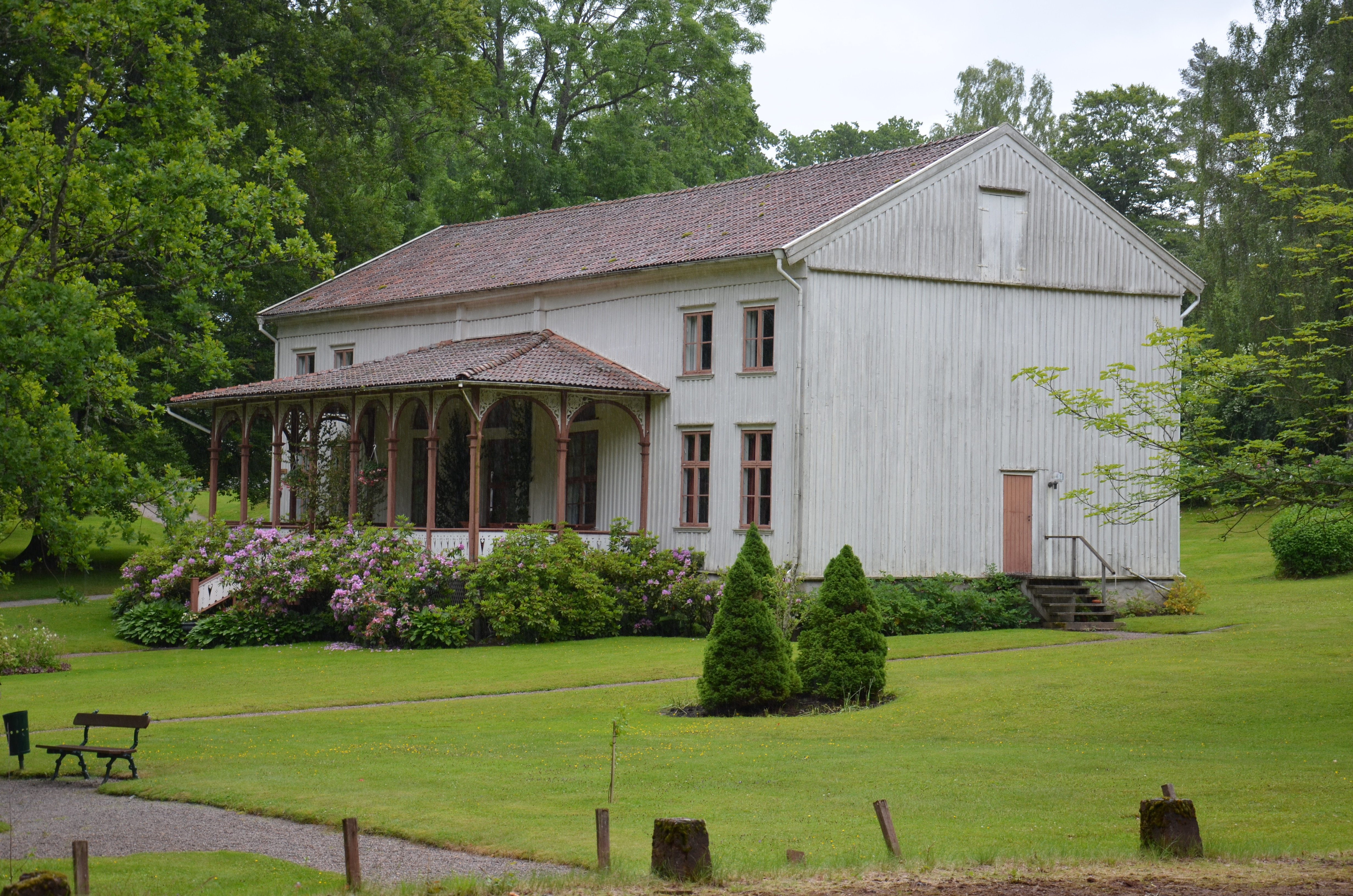
Societetssalongen
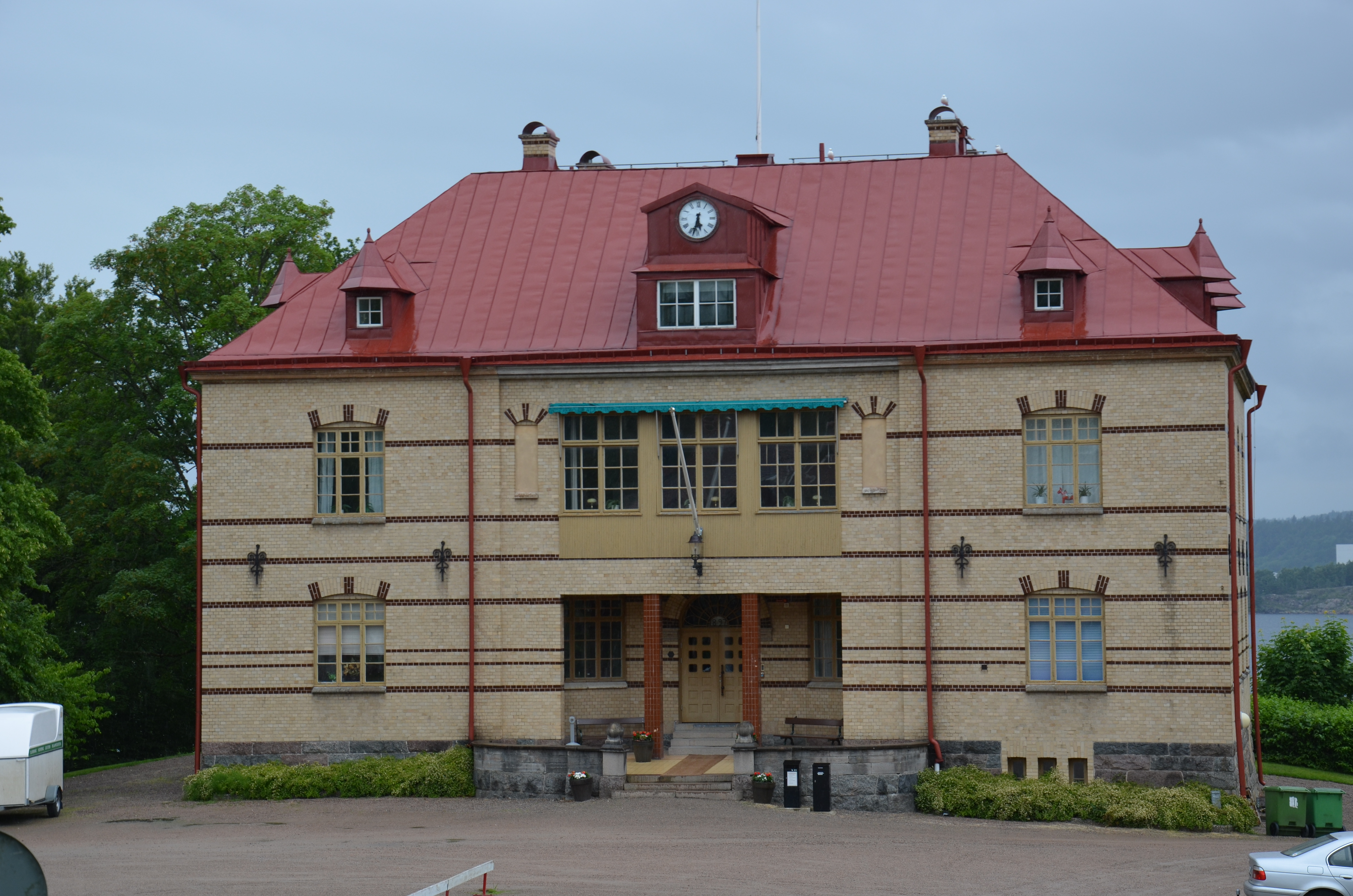
Gustafsbergsskolan från skolgården
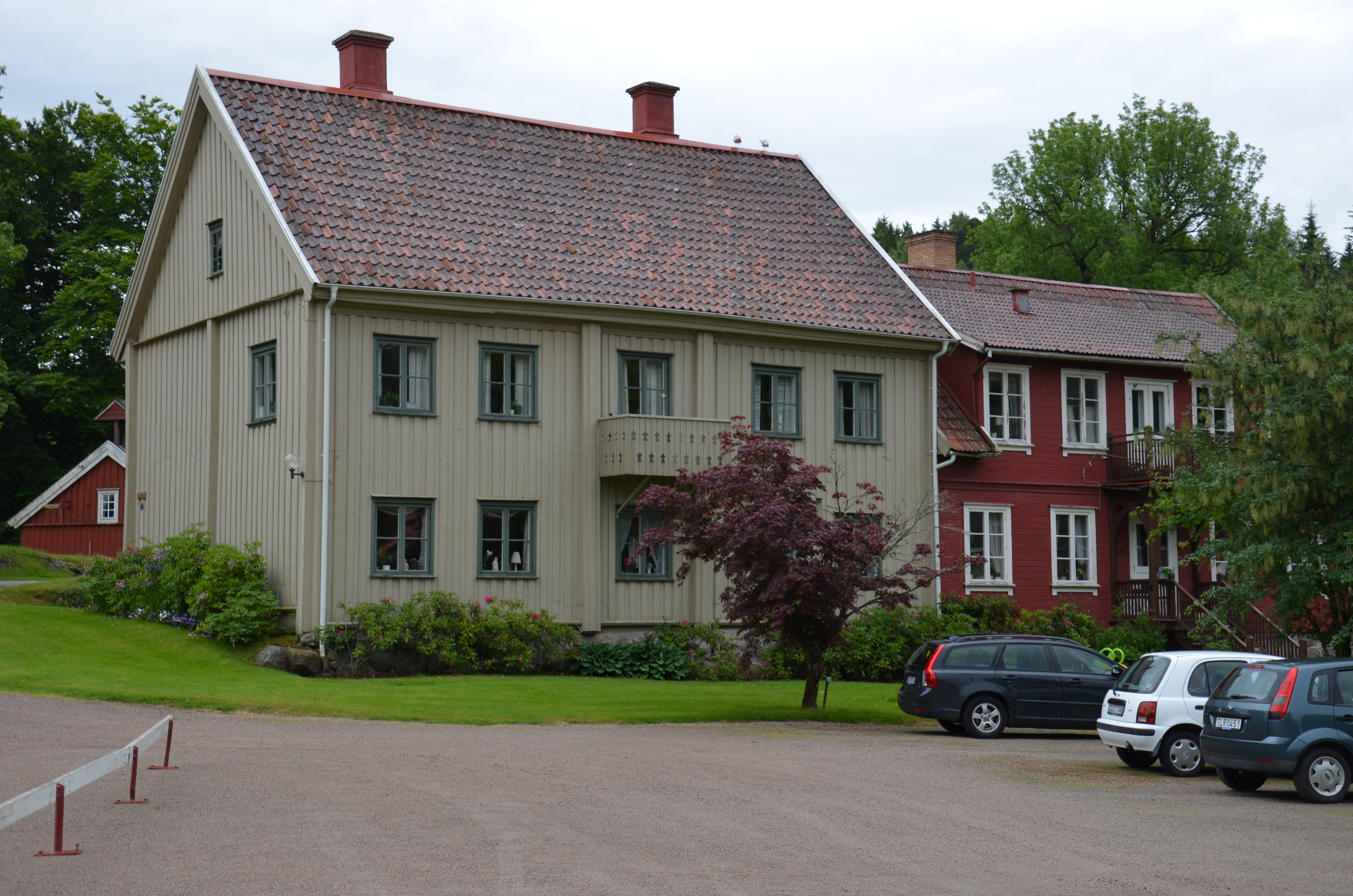
Kamrerarebyggnaden
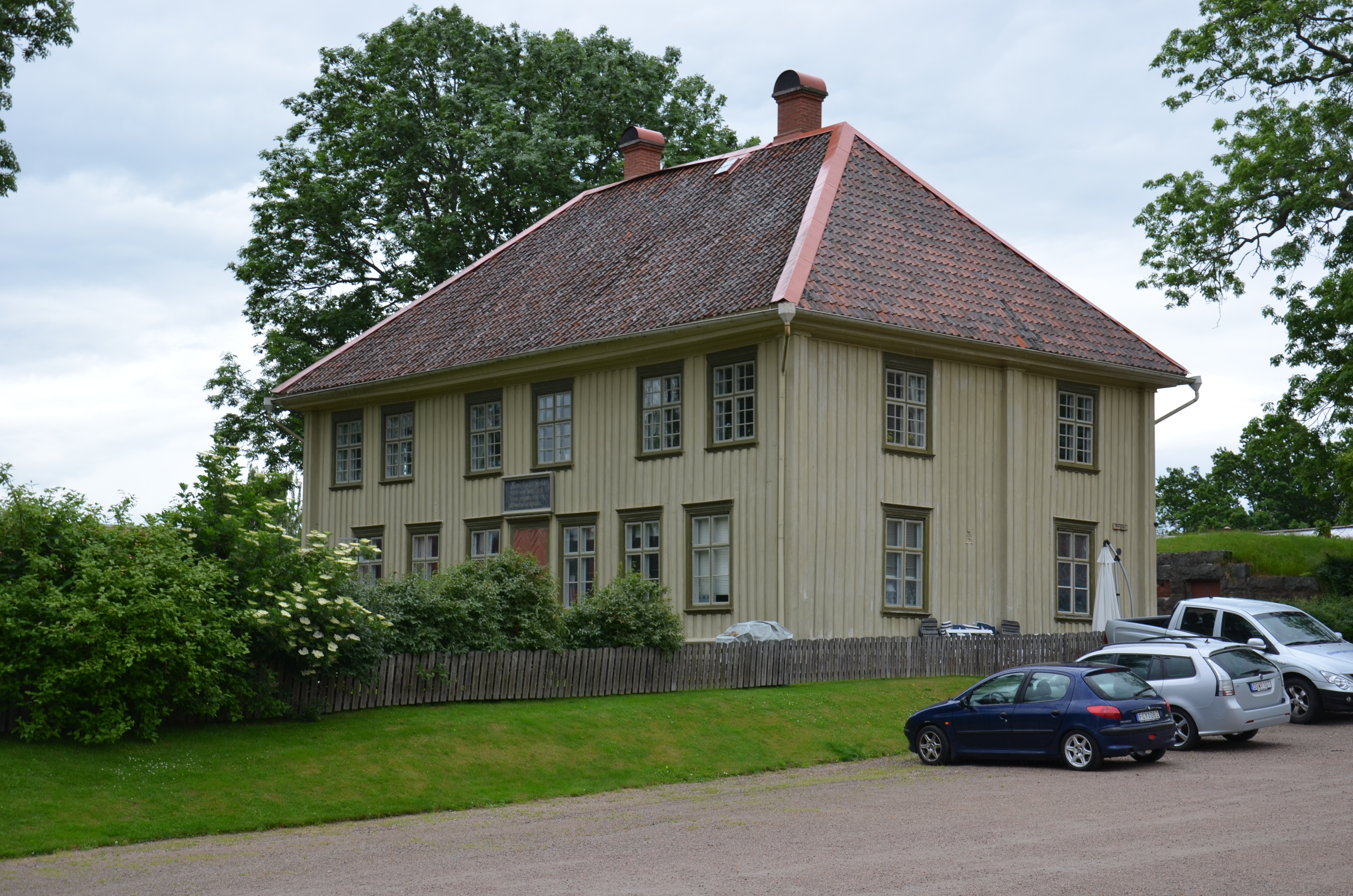
Skolhemmet Herrgården
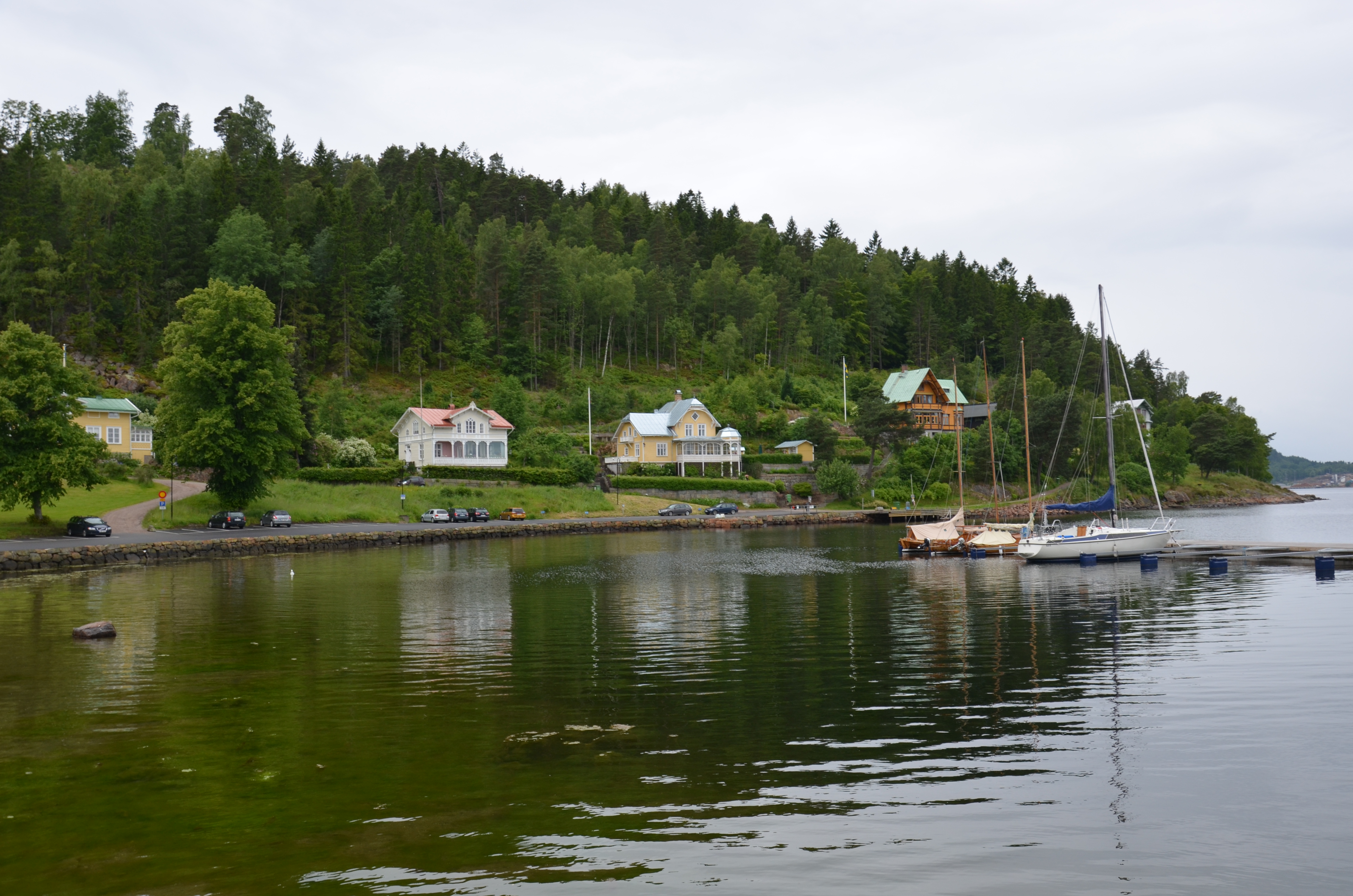
Sommarvillor längs Byfjorden
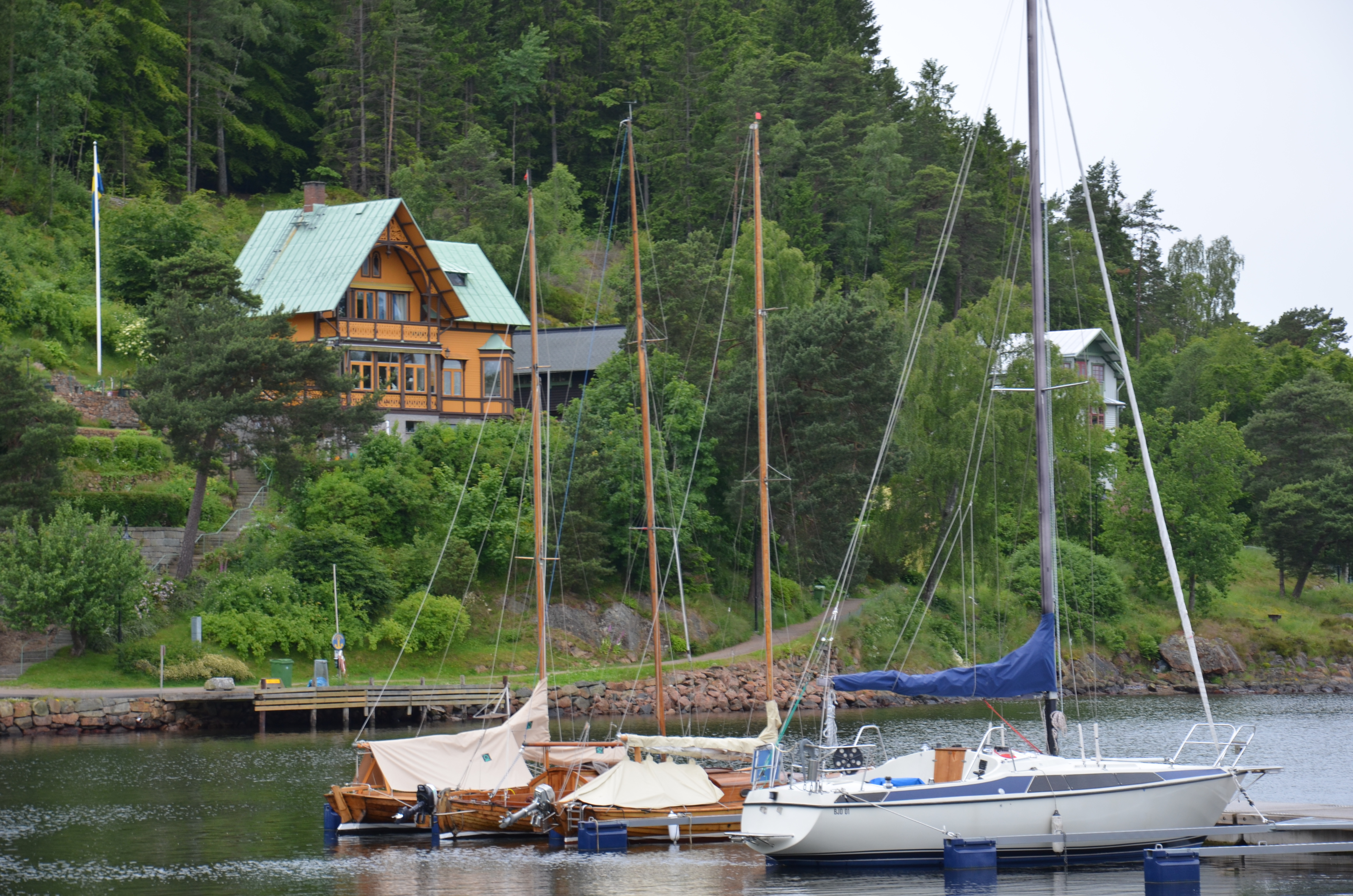
Sommarvilla
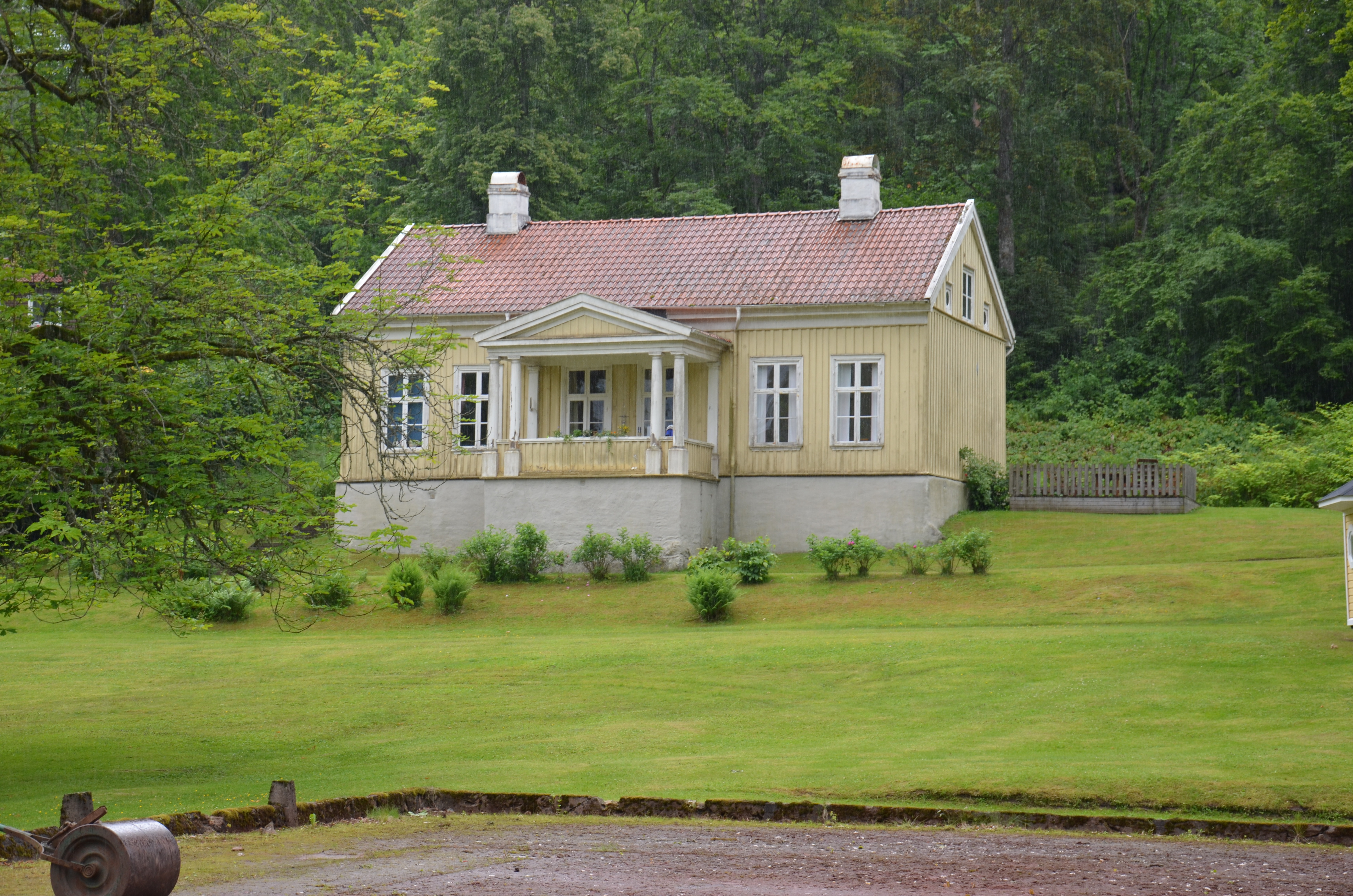
Grevegården
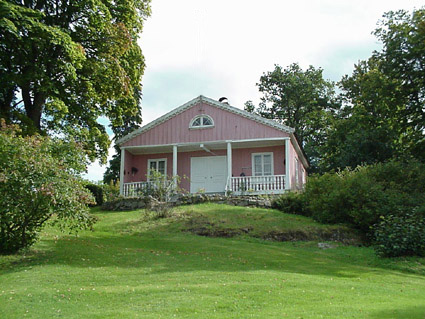
Villa Carolina, Sommarvilla